# Saison 1977 de la Ligue canadienne de football
Chronologie
Saison précédente Saison suivante
1977 est la 20e saison de la Ligue canadienne de football et la 94e saison depuis la fondation de la Canadian Rugby Football Union en 1884.

## Événements
Le match de la coupe Grey tenu au Stade olympique de Montréal attire la plus grosse foule de l'histoire de la compétition avec 68 318 spectateurs.

## Classements
| Clt   | Équipe                 | PJ | V  | D  | N | BP  | BC  | Pts |
| ----- | ---------------------- | -- | -- | -- | - | --- | --- | --- |
| +001, | Alouettes de Montréal  | 16 | 11 | 5  | 0 | 311 | 245 | 22  |
| +002, | Rough Riders d'Ottawa  | 16 | 8  | 8  | 0 | 368 | 344 | 16  |
| +003, | Argonauts de Toronto   | 16 | 6  | 10 | 0 | 251 | 266 | 12  |
| +004, | Tiger-Cats de Hamilton | 16 | 5  | 11 | 0 | 283 | 394 | 10  |

| Clt   | Équipe                           | PJ | V  | D  | N | BP  | BC  | Pts |
| ----- | -------------------------------- | -- | -- | -- | - | --- | --- | --- |
| +001, | Eskimos d'Edmonton               | 16 | 10 | 6  | 0 | 412 | 320 | 20  |
| +002, | Lions de la Colombie-Britannique | 16 | 10 | 6  | 0 | 369 | 326 | 20  |
| +003, | Blue Bombers de Winnipeg         | 16 | 10 | 6  | 0 | 382 | 336 | 20  |
| +004, | Roughriders de la Saskatchewan   | 16 | 8  | 8  | 0 | 330 | 389 | 16  |
| +005, | Stampeders de Calgary            | 16 | 4  | 12 | 0 | 241 | 327 | 8   |

## Séries éliminatoires

### Demi-finale de la Conférence de l'Ouest
- 12 novembre : Blue Bombers de Winnipeg 32 - Lions de la Colombie-Britannique 33

### Finale de la Conférence de l'Ouest
- 20 novembre : Lions de la Colombie-Britannique 1 - Eskimos d'Edmonton 38

### Demi-finale de la Conférence de l'Est
- 13 novembre : Argonauts de Toronto 16 - Rough Riders d'Ottawa 21

### Finale de la Conférence de l'Est
- 19 novembre : Rough Riders d'Ottawa 18 - Alouettes de Montréal 21

### 65ecoupe Grey
- 27 novembre : Les Alouettes de Montréal gagnent 41-6 contre les Eskimos d'Edmonton au Stade olympique à Montréal (Québec).

## Honneurs individuels
- Trophée Schenley du meilleur joueur : Jimmy Edwards (en) (DO), Tiger-Cats de Hamilton
- Trophée Schenley du meilleur joueur défensif : Dan Kepley (en) (SEC), Eskimos d'Edmonton
- Trophée Schenley du meilleur joueur de ligne offensive :  Al Wilson (en) (C), Lions de la Colombie-Britannique
- Trophée Schenley du meilleur Canadien : Tony Gabriel (en) (DI), Rough Riders d'Ottawa
- Trophée Schenley de la meilleure recrue : Leon Bright (en) (DD), Lions de la Colombie-Britannique